# Тирментау
Тирментау (баш.  Тирмәнтау, буквально «мельничная гора»: тирмән — «мельница», тау — «гора») — гора в окраинном хребте западного склона Южного Урала — Улу-Тау.
Тирментау известна своим карстовым источником Берхомут и пещерой Хазинская (Тирмян-Таш). Берхомут приурочен к подошве горы Тирментау и в нём происходит разгрузка карстовых вод, формирующихся в известняках среднекаменноугольного возраста.

## История изучения
По описанию И. И. Лепёхина (1770), уровень воды был поднят земляной плотиной высотой около 4 м, на ней работала мельница с 2 жерновами.
Георг Гмелин, Петер Паллас в книге Путешествие по разным провинциям Российского государства на французском языке (Gmelin J.G., Pallas P.S. Histoire des Decouvertes faites par divers Savans Voyageurs dans plusieurs contrees de la Russie&de la Perse, relativement a l Histiore civile&naturelle, a l Economie rurale, ou Commerce. 1781 г., 1784 г., 1779 г., 1781 г. Lausanne-Berne, chez J.P.Heubach, chez la Societe) упомянули в 4-м томе (издан в 1781 году в Берне), посвященном путешествию по Башкирии, о горе Тирментау, его пещере и деревне:
A trente wersts dece village on en trouve un autre de la même nation, appelle Chaszina, dans le voisinage duquel il y a une caverne très-étendue. La montagne qui la renferme se nomme Tirmentau. 
 (С. 358).

## Тирментау в словарях
Meyers Großes Konversations Lexikon (Энциклопедический словарь Мейера) определяет гору Tirmentau таким образом:
westlicher Gebirgszug des Urals im Gouvernement Ufa, Kreis Sterlitamak; 3 km vom Dorf Chasina ist in einem der Felsen eine große Höhle, welche Lepechin beschrieben hat
.
(Перевод: «к западу от Уральского хребта в Уфимской провинции, Стерлитамакский уезд; 3 км от деревни Хазина, имеет в скале большую пещеру, описанная Лепехиным»).
Итальянский географический словарь Dizionario portatile di geografia universale corografico, topografico, statistico, storico, politico, religioso, ecdidastico, commerciale e di economia pubblica (Volume unico Ghisi L.A. Published by Libreria Oliva, Milano, 1867) описывает уральскую вершину таким образом (C.1454):
Tirmentau, monte della Russia eu., gov. Oremborgo. Ha una curiosa grotta.
(Перевод. «Тирментау, гора в европейской части России, Оренбургской губерния. Есть интересная пещера»).